# Galina Prozumenščikova
Galina Nikolajevna Prozumenščikova (Sevastopolj, 26. studenog 1948. – Moskva, 19. srpnja 2015.) je bivša sovjetska plivačica.
Olimpijska je pobjednica u plivanju, a 1977. godine primljena je u Kuću slavnih vodenih sportova.

## Vanjske poveznice
- Galina Prozumenščikova na sports-reference.com[neaktivna poveznica]
- Galina na ISHOF-u